# Sisse Bruun Jørgensen
Sisse Bruun Jørgensen er en dansk tidligere håndboldspiller og træner, der spillede for det danske landshold.
Hun var topscorer i den danske kvindeliga in 1993-94 sæsonen, da hun scorede 141 mål for Virum-Sorgenfri HK. Hun annoncerede i februar 2001, at hun ville indstille karrieren i en alder af 29, på trods af at hendes klub Virum-Sorgenfri HK gerne ville beholde hende. Hun valgte dog senere at fortsætte sin karriere.
I 2006/07 sæsonen var hun assistenttræner for Nordsjælland Håndbold mens hun samtidig spillede for klubbens andethold. Til 2007-08 blev hun forfremmet til cheftræner for klubben, da Flemming Hansen overraskende valgte at stoppe.
Fra 2013 til 2015 var hun ansvarlig for talentudviklingen i Virum-Sorgenfri HK.
Hendes to brødre, Peter Bruun Jørgensen og Klavs Bruun Jørgensen er også begge tidligere håndboldlandsholdsspillere. Alle tre slog igennem i Virum-Sorgenfri, da deres forældre var aktive i klubben. Hun er uddannet pædagog.